# 徐霞客号综合保障舰
徐霞客號綜合保障艦（又名“向前进一号”，舷号88），是中船集团所屬433廠（广船国际）所造的舰员训练综合保障舰。目前为辽宁号航空母舰的配套舰艇，航母回港修整施工時为航母舰员、飞行员、航空机务人员和工程技术人员提供居住以及饮食等生活保障，还可以作为超大型航海实习舰。该舰于2011年入役，并伴随“辽宁”号进行了海试。

## 舰名
依据《海军舰艇命名条例》中国训练舰多用人名命名，舷号一般为两位数。徐霞客号舰名取自明代著名的地理学家和旅行家徐霞客，舷号88，因此与81舰郑和号训练舰、82舰世昌号国防动员舰、871李四光号远洋测量船、891毕昇号综合武器试验舰、892华罗庚号综合武器试验舰、926庆龄号登陆舰等同级，可能为二级乙等，即副师建制。

## 设计
公开资料显示，徐霞客号船长约196米，舷宽28米，排水量估计为30000吨，外观像一艘遊輪，可容纳2500人生活三周，最大航速不低于18节，自给力30天。在“徐霞客”号舰艉还设有直升机甲板，可以停放13吨级的直-8直升机。

## 任务
在辽宁号航母编队中担任后勤保障的角色，也承接一部分船员训练任务，延长航母进港周期。徐霞客号能搭载2,500名船员，在航母执行任务是担任海上移动基地的角色，减少航母对陆地基地的依赖。海军88舰作为作为辽宁号航母战斗群的成员之一，其主要任务有为辽宁号航母编队舰员提供远海学习和休整的场所，为航母战斗群提供后勤保障，以及承担海外大规模撤侨任务等。
2014年8月27日，“徐霞客”号综合保障船和盐城号、临沂号、大同号等3艘导弹护卫舰及2架舰载直升机组成的海空编队，分别向威海刘公岛海域航渡，举行甲午战争120周年海上祭奠仪式。

## 设施
中国人民解放军海军88舰的主要艦載武器有2座81式火箭发射器，能发射最新被动声自导反潜火箭；2座57毫米双联舰炮；2座30毫米双联舰炮等。
除了配备有武器和直升飞机，徐霞客号上还有网吧、咖啡厅、水兵超市、塑胶跑道、甲板篮球场、健身房、散打擂台等生活保障设施，因而有航母“保姆”之稱。
作为辽宁舰的配套训练舰，徐霞客号上还有很多舱室安装了与辽宁舰各种设备相对应的模拟器。